# Ivy Martinek
H.O. Martinek (1880 – 16 de junio de 1949) fue una actriz cinematográfica francés, activa en la época del cine mudo.

## Biografía
Apenas se conocen datos biográficos sobre Ivy Martinek. Casada con el director y actor H.O. Martinek, durante su infancia trabajó como artista circense. En 1909 inició en Londres, Inglaterra, una carrera cinematográfica trabajando para la productora British and Colonial Films. Uno de sus primeras películas, el cortometraje The Exploits of Three-Fingered Kate, tuvo tal éxito que los estudios rodaron inmediatamente una secuela, la cual dirigió su marido. Sus orígenes circenses la dotaron de una capacidad atlética que utilizó para rodar escenas de riesgo, algunas de las cuales le provocaron lesiones.
En total, a lo largo de su trayectoria entre 1909 y 1917, Ivy Martinek interpretó una treintena de filmes. Falleció en Ovingdean, Inglaterra, en 1949.

## Filmografía
- Her Lover's Honour, de H.O. Martinek (1909)
- The Exploits of Three-Fingered Kate, de J.B. McDowell (1909)
- Three-Fingered Kate: Her Second Victim, the Art Dealer, de H.O. Martinek (1909)
- Drowsy Dick's Dream, de H.O. Martinek (1909)
- Three-Fingered Kate: Her Victim the Banker o Three Fingered Kate, de H.O. Martinek (1910)
- The Butler's Revenge, de H.O. Martinek (1910)
- When Women Join the Force, de H.O. Martinek (1910)
- Three-Fingered Kate: The Episode of the Sacred Elephants, de H.O. Martinek (1910)
- The Artist's Ruse, de H.O. Martinek (1910)
- The Puritan Maid, de H.O. Martinek (1911)
- Three-Fingered Kate: The Wedding Presents, de Charles Raymond (1912)
- The Undergraduate's Visitor, de Charles Raymond (1912)
- Lieutenant Daring Defeats the Middleweight Champion, de Charles Raymond (1912)
- Three-Fingered Kate: The Case of the Chemical Fumes, de H.O. Martinek (1912)
- The Winsome Widow, de Charles Raymond (1912)
- Three-Fingered Kate: The Pseudo-Quartette, de H.O. Martinek (1912)
- Robin Hood Outlawed, de Charles Raymond (1912)
- Lieutenant Daring Quells a Rebellion, de Charles Raymond (1912)
- Her Bachelor Guardian, de H.O. Martinek (1912)
- The Mountaineer's Romance, de Charles Raymond (1912)
- The First Chronicles of Don Q: The Dark Brothers of the Civil Guard, de H.O. Martinek (1912)
- Don Q, How He Outwitted Don Luis, de H.O. Martinek (1912)
- Reub's Little Girl, de Charles Raymond (1912)
- The Nest on the Black Cliff
- The Octopus Gang
- Jim the Scorpion
- When Paris Sleeps, de A.V. Bramble (1917)